# マースメヘレン
マースメヘレン（オランダ語: Maasmechelen [maːsˈmɛxələ(n)]）は、ベルギーのリンブルフ州に位置する基礎自治体。2012年12月31日時点で総人口は3万7,382人、総面積は76.28km2、1km2あたりの人口密度は490人である。首長はラフ・テルウィンゲン (Raf Terwingen)。
マース川の左岸に位置し、川を挟んでオランダに接する。
以下の9地区から構成されている。メヘレン・アーン・デ・マース (Mechelen-aan-de-maas)、フフト (Vucht)、ルート (Leut)、メースウェイク (Meeswijk)、アウクホーフェン (Uikhoven)、エイスデン (Eisden)、オプグリンビー (Opgrimbie)、ボールセム (Boorsem) 、コーテム (Kotem)。

## 姉妹都市
- シュコーフィア・ロカ（スロベニア）
- ステイン（オランダ、マース川を挟んだ対岸の街）
- オストゥーニ（イタリア）
- Triandria（ギリシャ）
- 新北市瑞芳区（台湾）
- ツワネ（南アフリカ）

## 出身者
- レアンドロ・トロサール - サッカー選手